# Hoya latifolia
Hoya latifolia är en oleanderväxtart som beskrevs av George Don jr. Hoya latifolia ingår i släktet Hoya och familjen oleanderväxter. Inga underarter finns listade i Catalogue of Life.